# Dalbergiella nyassae
Dalbergiella nyassae är en ärtväxtart som beskrevs av Baker f.. Dalbergiella nyassae ingår i släktet Dalbergiella, och familjen ärtväxter. Inga underarter finns listade i Catalogue of Life.